# Güime
Güime es una localidad del municipio de San Bartolomé en la isla española de Lanzarote, Canarias. Está situada a unos dos km al sur de la cabecera del municipio.

## Toponimia
Aunque se desconoce el significado exacto, la similitud con otros topónimos prehispánicos como Agüimes, Tenegüime o Güímar, indican una misma raíz léxica guanche. En la tradición oral actual se representa por la escritura Güime o bien, con frecuencia, la variante Goíme.

## Historia
Aparece por primera vez en las mapas de Torriani  del siglo XVI como Guime, al igual que en otras citas posteriores de Berthelot, Chil y Naranjo y otros. Consta  como Gorime en los mapas de Briçuela o del Castillo, siendo Álvarez Rixo quien refleja la verdadera pronunciación del nombre.
En el siglo XIX aparece en  el Diccionario de Madoz como una «aldea agregada a San Bartolomé... Consta de 20 vecinos, 116 almas, todos labradores y tan aplicados que a un suelo infértil y pedregoso le hacen producir, con el auxilio de las lluvias, cosechas mucho mayores que en tierras de miga y de buena calidad».